# Char Miller

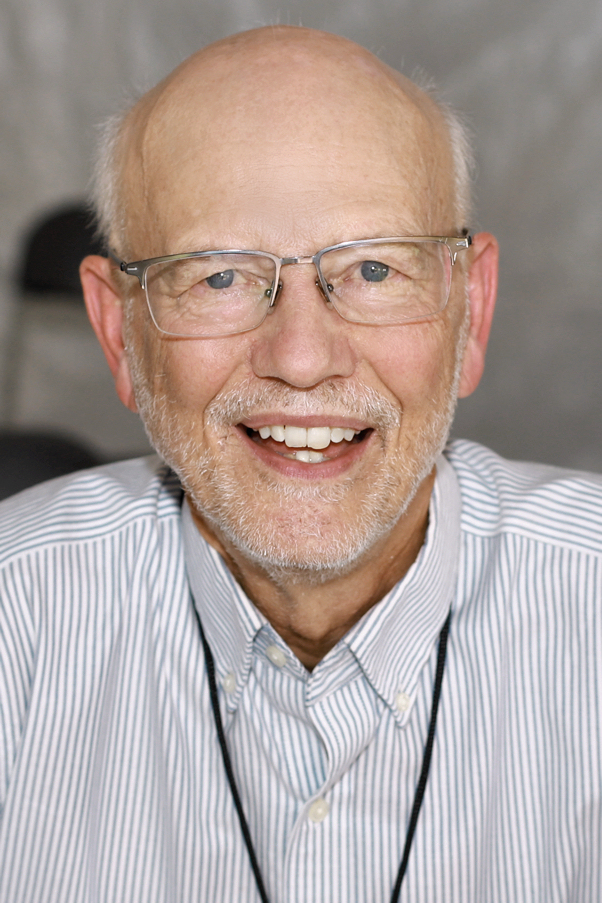
Miller no Texas Book Festival de 2022

Franklin Lubbock "Char" Miller IV (nascido a 23 de novembro de 1951) é um historiador americano e estudioso da análise ambiental . Ele é o professor W. M. Keck de análise ambiental e história no Pomona College e diretor do programa de análise ambiental do Claremont Colleges .

## Carreira
Miller começou a sua carreira de professor na Universidade de Miami em 1980. Mudou-se para a Trinity University em 1981, onde serviu como presidente do Departamento de História e Diretor de Estudos Urbanos. Depois de quase 30 anos como professor no Trinity, Miller começou a leccionar no Pomona College em 2007. É membro sénior da Pinchot Institution for Conservation e membro da ForestHistory Society .

## Obras
- Natural Consequences: Intimate Essays for a Planet in Peril (2022)
- West Side Rising: How San Antonio's 1921 Flood Devastated a City and Sparked a Latino Environmental Justice Movement (2021)
- Hetch Hetchy: A History in Documents (2020)
- San Antonio: A Tricentennial History (2018)
- Ogallala: Water for a Dry Land (2018)
- Not So Golden State: Sustainability vs. the California Dream (2016)
- America's Great National Forests, Wildernesses, and Grasslands (2016)
- Seeking the Greatest Good: The Conservation Legacy of Gifford Pinchot (2013)
- Death Valley National Park: A History (2013)
- On the Edge: Water, Immigration, and Politics in the Southwest (2013)
- Public Lands, Public Debates: A Century of Controversy (2012)